# Ivor Powell
Ivor Verdun Powell (MBE) (5. juli 1916 - 6. november 2012) var en walisisk fodboldspiller (winghalf) og -træner. 
Powell spillede størstedelen af sin karriere i England, hvor han repræsenterede blandt andet Queens Park Rangers og Bradford City. Han tilbragte også én sæson i hjemlandet hos Barry Town
For Wales' landshold spillede Powell desuden seks kampe. Han debuterede for holdet 13. november 1946 i et opgør mod England.